# Silz (Austria)
Silz è un comune austriaco di 2 520 abitanti nel distretto di Imst, in Tirolo. La sua località Kühtai è una rilevante stazione sciistica.